# 海南凤仙花
海南鳳仙花（学名：Impatiens hainanensis）是凤仙花科凤仙花属的植物，是中国的特有植物。分布在海南岛等地，生长于海拔1,200米至1,300米的地区，多生在密林中及石灰岩石缝中，目前尚未由人工引种栽培。
其种加词“hainanensis”意为“海南的”。